# Undécane
L‘undécane est un alcane linéaire de formule brute C11H24. Il possède 159 isomères structuraux.